# R-P-S
「R-P-S」（アール・ピー・エス）は、日本のヴィジュアル系ロックバンド、jealkbのメジャー10thシングル。2017年11月22日発売。

## 概要
- 『R-P-S』は、じゃんけん（Rock-paper-scissors）をテーマとした楽曲。
- ミュージックビデオには、元NMB48の高野祐衣がゲスト出演している[2]。

## 収録曲
1. R-P-S
  - （作詞：haderu / 作曲：elsa）
2. silver
  - （作詞：haderu / 作曲：elsa）
3. 6 [Bonus Track]
  - （作詞：haderu / 作曲：ediee）
  - MUSIC ON! TV『jealkbの6分ロッキング』テーマ曲。